# Jolijn van Valkengoed
Jolijn Femke van Valkengoed (Lelystad, 16 augustus 1981) is een voormalige Nederlandse zwemster.
Van Valkengoed woont in Lelystad. Ze is de oudere zus van zwemmer Thijs van Valkengoed. Haar specialiteit is schoolslag. Haar beste resultaat is derde tijdens het EK zwemmen 2008 in Eindhoven op het onderdeel 4x100m wisselslag. Zij maakte haar Olympisch debuut tijdens de Olympische Zomerspelen van 2008 in Peking. Op 2 juni 2009 werd bekendgemaakt dat van Valkengoed stopt met zwemmen op het hoogste niveau.